# ALM-Flug 980
Auf dem ALM-Flug 980 (Flugnummer: LM980) verunglückte am 2. Mai 1970 eine Douglas DC-9-33CF der Overseas National Airways, mit der im Auftrag der ALM Antillean Airlines ein Flug vom John F. Kennedy International Airport zum Princess Juliana Airport auf den Niederländischen Antillen durchgeführt wurde. Als die Besatzung wetterbedingt den Anflug abbrechen musste und der Flug zunächst zum Flughafen Saint Thomas und dann zum Flughafen St. Croix umgeleitet wurde, ging der Maschine der Treibstoff aus. Bei der anschließenden Notwasserung kamen 23 von 63 Personen an Bord ums Leben.

## Flugzeug
Bei der verunglückten Maschine handelte es sich um eine Douglas DC-9-33CF, die im Werk von McDonnell Douglas in Long Beach, Kalifornien endmontiert und im März 1969 an die Overseas National Airways ausgeliefert wurde. Die Maschine wurde mit dem Luftfahrzeugkennzeichen N935F zugelassen und erhielt den Taufnamen Carib Queen. Das Flugzeug trug die Werksnummer 47407, es handelte sich um die 457. Douglas DC-9 aus laufender Produktion. Das zweistrahlige Schmalrumpfflugzeug war mit zwei Triebwerken des Typs Pratt & Whitney JT8D ausgestattet. Zum Zeitpunkt des Unfalls hatte die Maschine eine Betriebsleistung von 2505 Betriebsstunden.

## Flugverlauf und Unfallhergang
Der Start der Maschine vom John F. Kennedy International Airport und ihr Flug in die Karibik verlief zunächst ohne besondere Vorkommnisse. Nachdem die Besatzung die Freigabe erhalten hatte, auf 10.000 Fuß (ca. 3000 Meter) zu sinken, teilte die regionale Flugsicherung den Piloten mit, dass die Wetterverhältnisse in St. Maarten unterhalb des erforderlichen Minimums für eine Landung lagen. Der Kapitän entschied, nach San Juan umzukehren, doch kurz darauf teilte die Flugsicherung in St. Maarten der Besatzung mit, dass sich das Wetter verbessert hätte und eine Landung nun möglich wäre. Die Maschine machte einen Anflug auf St. Maarten, doch die Piloten konnten die Landebahn nicht erblicken und entschieden sich, einen Fehlanflug durchzuführen.
Die Piloten unternahmen anschließend einen zweiten Landeversuch, der ebenfalls aufgrund mangelnden Sichtkontakts mit der Landebahn scheiterte. Nach einem erneuten Fehlanflug unternahm die Besatzung abermals einen Anflug, doch die Maschine flog zu hoch, als dass eine sichere Landung möglich gewesen wäre. Anschließend beschlossen die Piloten aufgrund der Wetterlage und ihrer knapp werdenden Treibstoffvorräte nach Saint Thomas auszuweichen und erhielten die Vektoren und eine Freigabe, den Anflug durchzuführen. Kurz darauf bemerkten die Piloten eine mögliche Diskrepanz zwischen dem angezeigten Treibstoffstand und der errechneten Menge an Kerosin, die sich in den Tanks befinden müsste. Der Kapitän erbat nun die Freigabe für den näher gelegenen Flughafen auf Saint Croix, teilte aber kurz darauf der Flugsicherung mit, dass er vorhabe, die Maschine notzuwassern und begann einen Anflug auf das Wasser aus geringer Höhe. Um 15:49 Uhr Ortszeit setzte die Maschine im Wasser der Karibik auf. Zuvor waren bereits die Rettungskräfte informiert worden.
Das System für Cockpit-Durchsagen war bei diesem Flug defekt. In der Phase kurz vor der Notwasserung wurde die Cockpit-Tür geöffnet, um mit dem Kabinenpersonal notdürftig durch Rufen kommunizieren zu können. Kurz vor der Notwasserung schalteten die Piloten das Anschnallsignal mehrfach ein- und aus. Die Relevanz dieses letzten Warnsignals wurde aber in der allgemeinen Konfusion vielfach nicht verstanden. So saß eine unbestimmte Zahl von Passagieren und Besatzungsmitgliedern im Augenblick der Wasserberührung entweder nicht auf ihren Plätzen oder war nicht angeschnallt.
Der Rumpf blieb nach der Notwasserung relativ intakt, sank jedoch nach etwa 10 Minuten auf eine Tiefe von rund 1500 Metern (5000 ft). Die Überlebenden nutzten eine der aufblasbaren Rettungsrutschen als Rettungsfloß, bzw. um sich daran festzuhalten. Hubschrauber begannen etwa nach einer Stunde Überlebende aufzunehmen, zuvor waren bereits Rettungsflöße von Flugzeugen abgeworfen worden, die jedoch zu weit weg landeten oder nicht zur Hauptgruppe der Überlebenden gebracht werden konnten. Von den fünf Rettungsflößen an Bord des Flugzeugs wurde ebenfalls keines eingesetzt, eines blies sich jedoch während der Evakuierung unbeabsichtigt im Inneren auf, versperrte einen der Fluchtwege und drückte vorübergehend ein Besatzungsmitglied gegen eine Kabinenwand. Der Erste Offizier wurde eine Stunde nach dem Beginn der Bergung als letzter Überlebender aufgenommen.
Bei dem Unfall kamen 23 Menschen ums Leben, 37 der 40 Überlebenden waren verletzt. Beide Piloten überlebten. Ein Großteil des Wracks wurde nie geborgen.
An der Rettungsaktion waren zudem die US-Küstenwache, die U.S. Navy und das U.S. Marine Corps beteiligt.

## Unfalluntersuchung
Die Unfalluntersuchung wurde durch das US-amerikanische National Transportation Safety Board (NTSB) geführt. Im Abschlussbericht wurde eine schlechte Überwachung der Treibstoffvorräte festgestellt, zu der die Unaufmerksamkeit der Besatzung und ihre Ablenkung durch die Fehlanflüge bei schlechtem Wetter kam. Nach Ansicht der Behörde war die Unfallursache ein Treibstoffmangel, der aus wiederholten Fehlanflügen auf St. Maarten resultierte, die so lange fortgeführt wurden, bis nicht mehr genug Treibstoff übrigblieb, um einen alternativen Flughafen zu erreichen.
Die Überlebenschancen bei dem Unfall seien durch die schlechte Koordination der Besatzung vor und während des Notwasserns verringert worden.
Die Empfehlungen in dem Abschlussbericht beinhalteten ein Warnen der Passagiere als Punkt auf den Checklisten für Notlandungen und -wasserungen. Fluggesellschaften wurden zudem angewiesen, überalterte Gurtsysteme durch modernere zu ersetzen.